# Hrvatska traži zvijezdu (1. sezona)
Prva sezona emisije Hrvatska traži zvijezdu je trajala oko 2 mjeseca, ne računajući nominacije za show. Prva emisija uživo je održana 17. travnja 2009., dok je zadnja emisija (finale) održana 19. lipnja 2009.

## Audicije
Audicije za prvu sezonu showa su prvi put emitirane na RTL Televiziji, 19. veljače 2009. na audiciji u Zagrebu, koja je ponovljena 17. ožujka zbog velike zainteresiranosti građana. Audicije su održane u četiri najveća grada u hrvatskoj:
Raspored audicija:
- Zagreb - 19. veljače 2009. i 17. ožujka 2009.[1]
- Split - 25. veljače 2009.[2]
- Rijeka - 4. ožujka 2009.[2]
- Osijek - 12. ožujka 2009.[2]

### Top 100
Nakon audicija, odabano je približno 100 najboljih natjecatelja koji su nastupali pred žirijem, koji je kasnije odabrao 17 najboljih, a to su bili: Nika Antolos, Nikolina Kovačević, Leo Pavlačić, Patricia Gašparini, Sementa Rajhard, Tomislav Kramarić, Duško Šarić, Sonja Washington, Matej Miličić, Manuela Svorcan, Carla Belovari, Anđela Poljak, Bojan Jambrošić, Barbara Dautović, Vedran Jagodić, Iva Ušalj i Zoran Mišić.

## Emisije uživo
Emisije uživo (Live Show) su se počele prikazivati nakon audicija; prva emisija uživo je se počela prikazivati 17. travnja 2009., a zadnja 19. lipnja 2009. u velikom finalu. Emisije uživo su se emitirale svaki petak, a svaka je imala svoju temu. 
| Večer      | Datum             | Tema                                                                   |
| ---------- | ----------------- | ---------------------------------------------------------------------- |
| Top 17     | 17. travnja 2009. | Izbor natjecatelja                                                     |
| Top 11     | 24. travnja 2009. | Hrvatske ljubavne pjesme                                               |
| Top 9      | 1. svibnja 2009.  | Sexy Show                                                              |
| Top 8      | 8. svibnja 2009.  | Posvete                                                                |
| Top 7      | 15. svibnja 2009. | Filmske pjesme/hrvatske pjesme                                         |
| Top 6      | 22. svibnja 2009. | Pjesme izvođača: Tony Cetinski, Nina Badrić, Robbie Williams i Madonna |
| Top 5      | 29. svibnja 2009. | Hrvatski i engleski hitovi broj jedan                                  |
| Top 4      | 5. lipnja 2009.   | Rock hitovi                                                            |
| Polufinale | 12. lipnja 2009.  | Hitovi stoljeća                                                        |
| Finale     | 19. lipnja 2009.  | Izbor natjecatelja                                                     |

### Top 17
Prva večer uživo je održana 17. travnja 2009., a u njoj je se natjealo 17 odabranih od preko 3000 kandidata. Pjesme su bile po želji natjecatelja, a iz showa je ispalo 6 natjecatelja.
| Natjecatelj        | Pjesma (Izvođač)                                | Ishod  |
| ------------------ | ----------------------------------------------- | ------ |
| Nika Antolos       | Hurt (Christina Aguilera)                       | Ispala |
| Nikolina Kovačević | Mercy (Duffy)                                   |        |
| Leo Pavlačić       | Womanizer (Britney Spears)                      | Ispao  |
| Patricia Gašparini | It Must Have Been Love (Roxette)                | Ispala |
| Sementa Rajhard    | Summertime (Billie Holiday)                     |        |
| Tomislav Kramarić  | How You Remind Me (Nickelback)                  | Ispao  |
| Duško Šarić        | Hero (Enrique Iglesias)                         |        |
| Sonja Washington   | Killing Me Softly with His Song (Roberta Flack) | Ispala |
| Matej Miličić      | Apologize (OneRepublic)                         |        |
| Manuela Svorcan    | Big Girl's Don't Cry (Fergie)                   |        |
| Carla Belovari     | Soulmate (Natasha Bedingfield)                  |        |
| Anđela Poljak      | Nobody's Wife (Anouk)                           |        |
| Bojan Jambrošić    | Sorry Seems To Be The Hardest Word (Elton John) |        |
| Barbara Dautović   | Run (Leona Lewis)                               |        |
| Vedran Jagodić     | This Love (Maroon 5)                            | Ispao  |
| Iva Ušalj          | Sober (P!nk)                                    |        |
| Zoran Mišić        | Paradise City (Guns N' Roses)                   |        |

### Top 11
Druga večer uživo je održana 24. travnja 2009., a u njoj je se natjecalo 11 natjecatelja koji su prošli dalje iz prošle emisije. Pjevale su se hrvatske ljubavne pjesme, a iz showa je ispalo dvoje natjecatelja.
| Natjecatelj        | Pjesma (Izvođač)                          | Ishod  |
| ------------------ | ----------------------------------------- | ------ |
| Anđela Poljak      | Vjerujem (Ivana Banfić)                   | Ispala |
| Barbara Dautović   | Kosa (Nina Badrić)                        |        |
| Bojan Jambrošić    | Dužna si (Jacques Houdek)                 |        |
| Carla Belovari     | Ima jedan svijet (Stijene)                |        |
| Duško Šarić        | K'o sam bez tebe (Boris Novković)         |        |
| Iva Ušalj          | Srebrni (The Flare)                       |        |
| Manuela Svorcan    | Ledeno doba (Vanna)                       | Ispala |
| Matej Miličić      | Lipa moja (Gibonni)                       |        |
| Nikolina Kovačević | Tempera (Gibonni)                         |        |
| Sementa Rajhard    | Odjednom ti (Meritas feat. Massimo Savić) |        |
| Zoran Mišić        | Jednom Kad Noć (Opća opasnost)            |        |

### Top 9
Treća večer uživo je održana 1. svibnja 2009., a u njoj je se natjecalo 9 natjecatelja koji su prošli dalje iz prošle emisije. Tema večeri je bio Sexy Show, a iz showa je ispala Sementa Rajhard.
| Natjecatelj        | Pjesma (Izvođač)                       | Ishod  |
| ------------------ | -------------------------------------- | ------ |
| Sementa Rajhard    | Naughty Girl (Beyoncé Knowles)         | Ispala |
| Carla Belovari     | Fever (Little Willie John)             |        |
| Matej Miličić      | Hold me now (Johnny Logan)             |        |
| Duško Šarić        | Sex Bomb (Tom Jones)                   |        |
| Barbara Dautović   | Say It Right (Nelly Furtado)           |        |
| Zoran Mišić        | You Can Leave Your Hat On (Joe Cocker) |        |
| Iva Ušalj          | Poker Face (Lady Gaga)                 |        |
| Bojan Jambrošić    | Kiss (Prince)                          |        |
| Nikolina Kovačević | Ain't Nobody (Rufus and Chaka Khan)    |        |

### Top 8
Četvrta večer uživo je održana 8. svibnja 2009., a u njoj je se natjecalo 8 natjecatelja koji su prošli dalje iz prošle emisije. Natjecatelji su svoje pjesme povetili bliskim osobama, što je bila tema. Iz showa je ispao Duško Šarić.
| Natjecatelj        | Pjesma (Izvođač)                        | Ishod |
| ------------------ | --------------------------------------- | ----- |
| Zoran Mišić        | Sve još miriše na nju (Parni valjak)    |       |
| Barbara Dautović   | Tuga dolazi kasnije (Tina Vukov)        |       |
| Matej Miličić      | Igra bez granica (Toše Proeski)         |       |
| Bojan Jambrošić    | Ti si mi u krvi (Zdravko Čolić)         |       |
| Nikolina Kovačević | Od ljubavi (Mayales)                    |       |
| Duško Šarić        | Još ne znam kud s tobom (Hari Rončević) | Ispao |
| Carla Belovari     | Ako je vrijedilo išta (Vanna)           |       |
| Iva Ušalj          | Zlatne godine (Gibonni)                 |       |

### Top 7
Peta večer uživo je održana 15. svibnja 2009., a u njoj je se natjecalo 7 natjecatelja koji su prošli dalje iz prošle emisije. Natjecatelji su po prvi put pjevali po dvije pjesme, filme pjesme i hrvatske pjesme. Iz showa je ispala Iva Ušalj.
| Natjecatelj        | Pjesma (Izvođač)                            | Ishod  |
| ------------------ | ------------------------------------------- | ------ |
| Barbara Dautović   | There You'll Be (Faith Hill)                |        |
| Barbara Dautović   | Gdje Dunav Ljubi Nebo (Josipa Lisac)        |        |
| Bojan Jambrošić    | I Believe I Can Fly (R. Kelly)              |        |
| Bojan Jambrošić    | Čija si (Toše Proeski)                      |        |
| Carla Belovari     | I Will Always Love You (Whitney Houston)    |        |
| Carla Belovari     | Ljubav se zove imenom tvojim (Dino Dvornik) |        |
| Iva Ušalj          | Iris (Goo Goo Dolls)                        | Ispala |
| Iva Ušalj          | Tamo gdje je sve po mom (Jinx)              | Ispala |
| Matej Miličić      | Can You Feel the Love Tonight (Elton John)  |        |
| Matej Miličić      | Marija Magdalena (Doris Dragović)           |        |
| Nikolina Kovačević | Licence to Kill (Gladys Knight)             |        |
| Nikolina Kovačević | Naučila sam trik (Natali Dizdar)            |        |
| Zoran Mišić        | Hero (Chad Kroeger)                         |        |
| Zoran Mišić        | Dolazi oluja (Divlje jagode)                |        |

### Top 6
Šesta večer uživo je održana 22. svibnja 2009., a u njoj je se natjecalo 6 natjecatelja koji su prošli dalje iz prošle emisije. Natjecatelji su opet pjevali po dvije pjesme, a birali su između pjesama Tonyja Cetinskog, Nine Badrić, Robbia Williamsa i Madonne. Iz showa je ispala Nikolina Kovačević.
| Natjecatelj        | Pjesma (Izvođač)                       | Ishod  |
| ------------------ | -------------------------------------- | ------ |
| Matej Miličić      | Kad bi dao Bog (Tony Cetinski)         |        |
| Matej Miličić      | Angels (Robbie Williams)               |        |
| Zoran Mišić        | Tvoje tijelo (Tony Cetinski)           |        |
| Zoran Mišić        | Let Me Entertain You (Robbie Williams) |        |
| Barbara Dautović   | Poljubi me (Nina Badrić)               |        |
| Barbara Dautović   | Papa Don't Preach (Madonna)            |        |
| Bojan Jambrošić    | Kad žena zavoli (Tony Cetinski)        |        |
| Bojan Jambrošić    | Feel (Robbie Williams)                 |        |
| Nikolina Kovačević | Da se opet tebi vratim (Nina Badrić)   | Ispala |
| Nikolina Kovačević | Like a Virgin (Madonna)                | Ispala |
| Carla Belovari     | Ja za ljubav neću moliti (Nina Badrić) |        |
| Carla Belovari     | Material Girl (Madonna)                |        |

### Top 5
Sedma večer uživo je održana 29. svibnja 2009., a u njoj je se natjecalo 5 natjecatelja koji su prošli dalje iz prošle emisije. Natjecatelji su pjevali po dvije pjesme, hitove broj jedan iz hrvatske i engleske estrade. Iz showa je ispala Carla Belovari.
| Natjecatelj      | Pjesma (Izvođač)                                   | Ishod  |
| ---------------- | -------------------------------------------------- | ------ |
| Carla Belovari   | Respect (Aretha Franklin)                          | Ispala |
| Carla Belovari   | Vino i gitare (Gabi Novak i Maja Blagdan)          | Ispala |
| Matej Miličić    | With Or Without You (U2)                           |        |
| Matej Miličić    | Lipa si, lipa (Goran Karan)                        |        |
| Zoran Mišić      | The Final Countdown (Europe)                       |        |
| Zoran Mišić      | Dugo toplo ljeto (Neno Belan)                      |        |
| Barbara Dautović | What`s Love Got To Do With It (Tina Turner)        |        |
| Barbara Dautović | Zamijenit ću te gorim (Natali Dizdar)              |        |
| Bojan Jambrošić  | Living on a Prayer (Bon Jovi)                      |        |
| Bojan Jambrošić  | U ljubav vjere nemam (Gibonni i Oliver Dragojević) |        |

### Top 4
Osma večer uživo je održana 5. lipnja 2009., a bila je zadnja emisija prije završnice (polufinale i finale). U njoj je se natjecalo 4 natjecatelja koji su prošli dalje iz prošle emisije. Natjecatelji su po prvi put pjevali po tri pjesme, a pjevali su velike hitove rock glazbe. Iz showa je ispao Matej Miličić.
| Natjecatelj      | Pjesma (Izvođač)                                | Ishod |
| ---------------- | ----------------------------------------------- | ----- |
| Zoran Mišić      | Here I Go Again (Whitesnake)                    |       |
| Zoran Mišić      | A ti još plačeš (Majke)                         |       |
| Zoran Mišić      | Black Hole Sun (Soundgarden)                    |       |
| Matej Miličić    | The Show Must Go On (Queen)                     | Ispao |
| Matej Miličić    | Rijeka snova (Neno Belan i Fiumens)             | Ispao |
| Matej Miličić    | Bed Of Roses (Bon Jovi)                         | Ispao |
| Barbara Dautović | You Keep Me Hangin` On (The Supremes)           |       |
| Barbara Dautović | Priznaj mi (Goran Karan)                        |       |
| Barbara Dautović | Don`t Speak (No Doubt)                          |       |
| Bojan Jambrošić  | I Don`t Wanna Be (Gavin DeGraw)                 |       |
| Bojan Jambrošić  | Mala truba (Damir Urban)                        |       |
| Bojan Jambrošić  | I Just Died In Your Arms Tonight (Cutting Crew) |       |

### Polufinale
Polufinale emisije Hrvatska traži zvijezdu je održano 12. lipnja 2009., a to je ukupno bila deveta emisija uživo. U njemu je se natjecalo troje natjecatelja koji su prošli dalje iz topa 4. Natjecatelji su pjevali po tri pjesme, i to hitove stoljeća iz sedamdesetih, osamdesetih i devedesetih godina. Iz polufinala je ispala Barbara Dautović, što je značilo a će u finalu prve sezone HTZ-a nastupati Bojan Jambrošić i Zoran Mišić.
| Natjecatelj      | Pjesma (Izvođač)                                      | Ishod  |
| ---------------- | ----------------------------------------------------- | ------ |
| Bojan Jambrošić  | Imagine (John Lenon)                                  |        |
| Bojan Jambrošić  | Ostala si uvijek ista (Mišo Kovač)                    |        |
| Bojan Jambrošić  | Con te Partiro (Time To Say Goodbye) (Andrea Bocelli) |        |
| Barbara Dautović | Sweet Dreams (Eurythmics)                             | Ispala |
| Barbara Dautović | Bez tebe (Oliver Dragojević)                          | Ispala |
| Barbara Dautović | I Just Want You Close (No One)- (Alicia Keys)         | Ispala |
| Zoran Mišić      | All Right Now (Free)                                  |        |
| Zoran Mišić      | Ako me nosiš na duši (Gibonni)                        |        |
| Zoran Mišić      | Rebel Yell (Billy Idol)                               |        |

### Finale
Finale showa je održano 19. lipnja 2009. godine. Nakon pola godine i 3000 natjecatelja, ostali su samo dvojica, Bojan Jambrošić i Zoran Mišić. Pjevali su pjesme po želji, a na kraju je pobijedio Bojan Jambrošić.
| Natjecatelj     | Pjesma (Izvođač)                       | Ishod     |
| --------------- | -------------------------------------- | --------- |
| Bojan Jambrošić | Dužna si (Jacques Houdek)              | Pobjednik |
| Bojan Jambrošić | You Raise Me Up (Josh Groban)          | Pobjednik |
| Bojan Jambrošić | Ne govori da me znaš (Bojan Jambrošić) | Pobjednik |
| Zoran Mišić     | Oluja (Divlje jagode)                  | 2. mjesto |
| Zoran Mišić     | Highway To Hell (AC/DC)                | 2. mjesto |
| Zoran Mišić     | Ne govori da me znaš (Bojan Jambrošić) | 2. mjesto |

## Vanjske poveznice
- Službena stranica
- Neslužbena stranica